# Orobanche clarkei
Orobanche clarkei är en snyltrotsväxtart som beskrevs av Joseph Dalton Hooker. Orobanche clarkei ingår i släktet snyltrötter, och familjen snyltrotsväxter. Inga underarter finns listade i Catalogue of Life.